# 군사 혁명
군사 혁명(軍事 革命, Military Revolution)은 16~17세기 무렵 유럽에서 있었던 군사 기술 및 전략의 획기적인 변혁을 일컫는 말이다. 해당 사건은 마이클 로버츠(Michael Roberts)가 1560년부터 1660년까지의 스웨덴을 중심으로 유럽의 여러 나라에서 개인화기의 도입으로 인해 나타난 전쟁 방식의 변화와 관련하여 연구를 진행한 끝에 내세운 이론이다. 로버츠의 주장에 따르면, 개인화기의 도입으로 인해 독일과 스웨덴을 중심으로 나타난 전술 및 교리상의 변화는 그에 상응하여 화기의 수량 증가를 가져왔고, 이는 보다 숙련되었으면서도 지속될 수 있는 군사력을 필요로 하게 되었다고 한다. 그리고 이러한 군사상의 변화는 곧 정치적인 변혁으로 이어져, 정부로 하여금 인력 및 식량 공급, 재정, 그리고 새로운 정책의 도입을 불러왔다. 이러한 개혁은 이후 유럽의 군대가 현대적인 군대로 변모하게 되는 밑바탕이 되었다고 로버츠는 말하고 있다.
이러한 이론은 이러한 전술의 변화가 수성을 위한 포를 성곽에 장착하는 요새포나 함포의 등장, 스페인군의 발전 등을 포함한다는 이론을 내세운 또다른 역사학자 제프리 파커(Noel Geoffrey Parker)에 의해 다듬어졌다. 그는 이러한 변화가 전 세계적으로 영향을 미치는 주 원인이 되었다고 주장하였는데, 무기 및 전술의 발전이 유럽이 군사적으로 타 대륙을 압도하며 식민지배를 할 수 있는 밑바탕이 되었다는 것이다. 이러한 주장은 일반적으로 기초적 수준의 역사교양서 및 그러한 서적을 접한 일반인들에게 널리 알려진 개념으로 정착하였으나, 일부 학자들은 여기서 일부 과장되었거나 간과했다고 의심되는 부분을 찾아내어 반박하고 있다.